# Hyalorista taeniolalis
Hyalorista taeniolalis là một loài bướm đêm trong họ Crambidae.